# Antechinus leo
Антехінус корицевий (Antechinus leo) — вид сумчастих, родини кволових. Цей вид живе на східному узбережжі півострова Кейп-Йорк в Квінсленді, Австралія у напівлистяних мезофільних сланких лісах, особливо там, де хороше покриття землі рослинами. Діапазон проживання за висотою: від рівнем моря до 800 м. Вид напівдеревний, комахоїдний, гніздиться в дуплах. Вага 32–124 грам.

## Загрози та охорона
Лісозаготівлі (вибіркові рубки) були запропоновані у районі річки Локхарт, і це може привести до зниження чисельності. Цей вид присутній на природоохоронних територіях.